# Inga interrupta
Inga interrupta là một loài thực vật có hoa trong họ Đậu. Loài này được L.Cardenas & De Martino miêu tả khoa học đầu tiên.